# Resolució 1822 del Consell de Seguretat de les Nacions Unides
La Resolució 1822 del Consell de Seguretat de les Nacions Unides fou adoptada per unanimitat el 30 de juny de 2008. El Consell ha decidit estendre a 18 mesos el mandat de l'actual Equip de Seguiment amb base a Nova York que racta de supervisar les sancions imposades pel Consell contra els membres i/o associats d'Al-Qaeda, Osama bin Laden i els talibans, oferint "Procediments clars i justos" per al manteniment de la llista consolidada de persones a les quals s'apliquen aquestes sancions.

## Resolució
En virtut del capítol VII de la Carta de les Nacions Unides, el Consell va decidir que tots els estats haurien d'aplicar una combinació de sancions descrites a les resolucions 1267 (1999), 1333 (2000) i 1390 (2002), incloses congelament d'actius, restriccions de viatge i l'embargament d'armes.
El Consell va dirigir el Comitè establert de conformitat amb la resolució 1267 (1999), amb l'assistència de l'equip de seguiment, per fer accessible a la seva pàgina web els raons perquè es podrien treure públicament de la llista les persones o entitats interessades. El país on es creia que es trobava l'individu o l'entitat esmentada i el país del qual una persona en llista era nacional hauria de notificar o informar a l'individu o entitat de la designació, juntament amb els motius públics perquè es poden treure.
Per altres termes de la resolució, el Consell va dirigir al Comitè 1267 que realitzés una revisió de tots els noms a la llista consolidada abans del 30 de juny de 2010 per tal de garantir que la llista fos el més precisa possible i confirmar que la llista seguia sent adequada. A més, encarregà al Comitè, una vegada finalitzada la revisió, realitzar una revisió anual de tots els noms que no s'havien revisat en tres o més anys.
El Consell va animar al Comitè a continuar garantint que existien procediments justos i clars per a la inclusió de persones i entitats a la llista consolidada, per eliminar-los i concedir excepcions humanitàries.
Parlant després de l'aprovació del text, el representant de Costa Rica va destacar la necessitat d'adoptar mesures contra el terrorisme, però va dir que s'ha de respectar el dret internacional i en compliment de la Carta, amb tots els òrgans de les Nacions Unides jugant el seu paper. Per aquest motiu, els mecanismes legals per combatre el terrorisme s'han de desenvolupar conjuntament amb l'Assemblea General.
Mentre elogiava les disposicions de la resolució que exigien la presentació dels motius de la llista de persones sotmeses a sancions, va dir que els mecanismes descrits en el paràgraf 28 no eren prou forts per millorar els mètodes actuals de llista i exclusió. Per aquest motiu, el Consell ha de considerar seriosament altres propostes per protegir els drets dels individus inclosos.